# Bitwa pod Raszynem (powieść)
Bitwa pod Raszynem – powieść historyczna autorstwa Walerego Przyborowskiego wydana w roku 1881, z czasów wojny polsko-austriackiej 1809 r. Jej bohaterem jest dziesięcioletni Janek, sierota mieszkający w dworze w Łęgonicach koło Nowego Miasta nad Pilicą. Przypadkiem podsłuchuje rozmowę austriackich oficerów o planie podstępnego pojmania księcia Józefa Poniatowskiego w Nadarzynie. Postanawia go ostrzec. Schwytany i uwięziony w piwnicy, ucieka lochami, tocząc dramatyczną walkę ze szczurami. Wydostaje się na wolność, kradnie rodzinnego kucyka i wyrusza nocą w niebezpieczną podróż przez lasy, wsie i rzeki, ścigany przez czas i wojska nieprzyjaciela. Po wielu przygodach dociera do celu i przekazuje wiadomość, ratując wodza, następnie staje się jeńcem cyganów. Kulminacją jest opis bitwy pod Raszynem, gdzie polskie oddziały stawiają zacięty opór przeważającym siłom Austriaków. Utwór łączy patriotyczny patos z wartką akcją, ukazując odwagę jednostki, poświęcenie dla ojczyzny i realia epoki napoleońskiej.
Bitwa pod Raszynem jest pierwszą powieścią historyczną Walerego Przyborowskiego dla młodzieży; w następnych latach schemat powieści, w której istotną rolę odgrywają dzieci będzie powtarzał się wielokrotnie w twórczości autora.
Książka miała aż 16 wydań do 1945, szczególnie dużo w dwudziestoleciu międzywojennym. Ilustracje do starszych wydań wykonał Józef Pankiewicz, a do wydań z dwudziestolecia Konstanty Górski. W PRL wydawana rzadko (1958, 1970).